# A History of Violence
A History of Violence er en amerikansk thrillerfilm fra 2005 instrueret David Cronenberg og med Viggo Mortensen og Ed Harris i hovedrollerne.

## Medvirkende
| Skuespiller      | Rolle                    |
| ---------------- | ------------------------ |
| Viggo Mortensen  | Tom Stall / Joey Cusack  |
| Maria Bello      | Edie Stall               |
| Ed Harris        | Carl Fogarty             |
| Aiden Devine     | Charles "Charlie" Roarke |
| Bill McDonald    | Frank Mulligan           |
| William Hurt     | Richie Cusack            |
| Ian Matthews     | Ruben                    |
| Ashton Holmes    | Jack Stall               |
| Heidi Hayes      | Sarah Stall              |
| Stephen McHattie | Leland Jones             |
| Greg Bryk        | Billy Orser              |
| Peter MacNeill   | Sheriff Sam Carney       |
| Kyle Schmid      | Bobby                    |
| Sumela Kay       | Judy Danvers             |